# Patxi Puñal
Francisco 'Patxi' Puñal Martínez (Pamplona, 6 september 1975) is een Spaans voetballer die bij voorkeur als defensieve middenvelder speelt. Hij speelt bij CA Osasuna, waar hij doorstroomde vanuit de eigen jeugdopleiding.

## Clubcarrière
Puñal werd geboren in Pamplona en speelde gedurende gans zijn carrière voor CA Osasuna. Hij speelde enkel twee seizoenen op leenbasis voor CD Leganés in de Segunda División. Op 15 juli 1997 vierde hij zijn competitiedebuut voor Osasuna tegen SD Eibar. Op 27 september 2001 scoorde hij zijn eerste doelpunt in de Primera División tegen RCD Mallorca. Hij speelde reeds meer dan 400 competitiewedstrijden voor Osasuna.
1 Herrera ·
2 Vidal ·
3 Cruz ·
4 U. García  ·
5 Herrando ·
6 Torró ·
7 Moncayola ·
8 Ibáñez ·
9 Ra. García ·
10 Oroz ·
11 Barja ·
12 Areso ·
13 Fernández ·
14 Ru. García ·
15 Peña ·
16 Gómez ·
17 Budimir ·
18 Muñoz ·
19 Zaragoza ·
20 Arnáiz ·
21 Martínez ·
22 Boyomo ·
23 Bretones ·
24 Catena ·
27 Benito ·
Coach: Moreno